# Detlef Müller (Politiker, 1964)

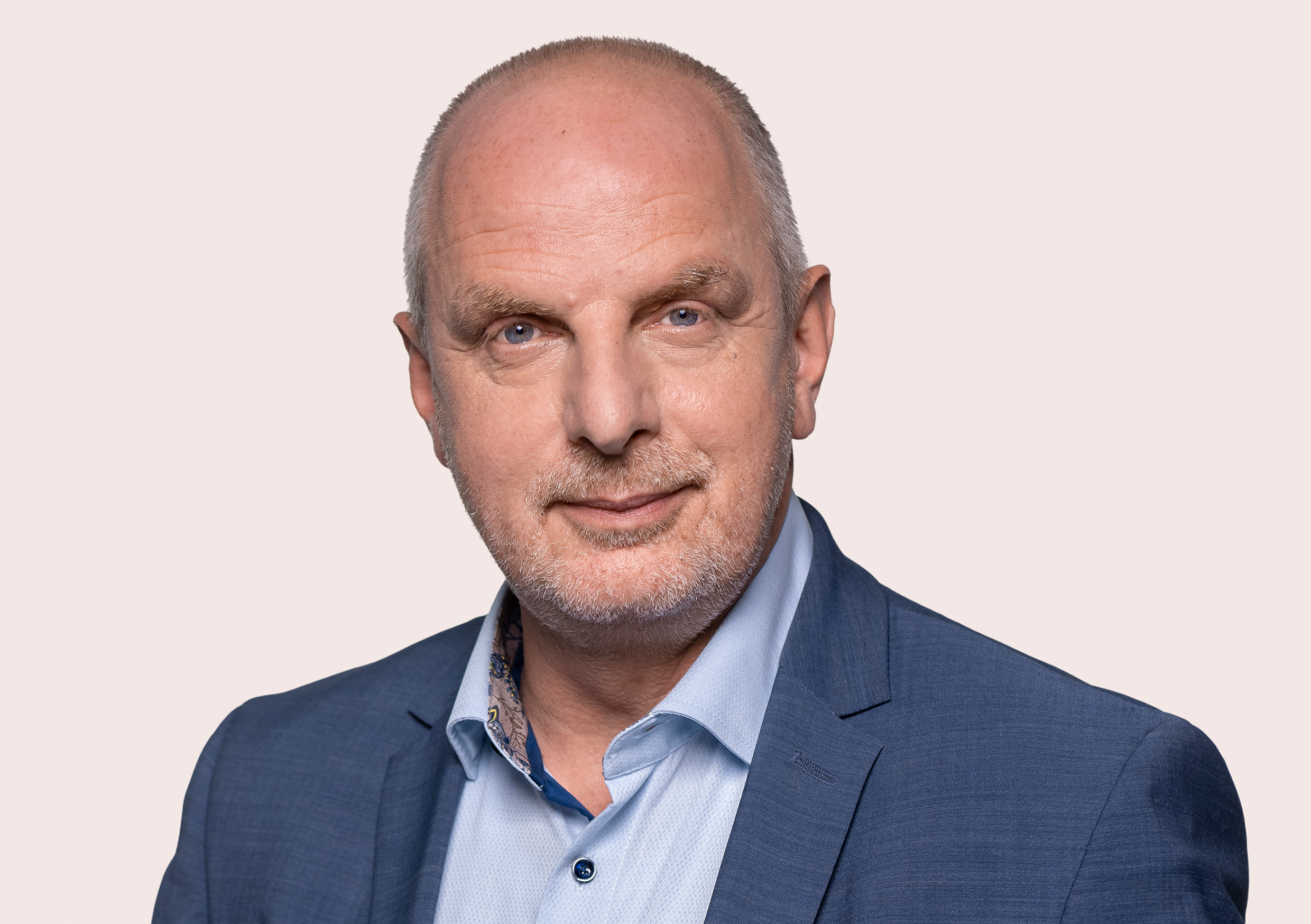
Detlef Müller (2021)

Detlef Müller (* 20. August 1964 in Karl-Marx-Stadt) ist ein deutscher Politiker (SPD) und Lokomotivführer. Von  2014 bis 2025 war er Mitglied des Deutschen Bundestages, dem er zuvor schon von 2005 bis 2009 für eine Wahlperiode angehört hatte. Von 2021 bis 2025 war er stellvertretender Fraktionsvorsitzender der SPD-Bundestagsfraktion.

## Leben und Beruf
Nach dem Besuch der Polytechnischen Oberschule (POS) absolvierte Müller in den Jahren 1981 bis 1983 eine Lehre zum Lokomotivführer bei der Deutschen Reichsbahn. Er war danach bei der Deutschen Reichsbahn und ab 1994 bei der Deutschen Bahn als Lokomotivführer (Diesel- und E-Traktion), berufsbegleitende Weiterbildung zum Ausbilder, Prüfer und Kontrolleur für Triebfahrzeugführer tätig. Im Jahr 2002 wurde er Teamleiter für Fahrzeuge und Personal bei der Erzgebirgsbahn in Chemnitz. Ab 2009 war er als Teamleiter „Disposition, Security und Qualität“ bei der Erzgebirgsbahn angestellt.
In den Jahren 2004 bis 2014 war Müller Präsident der BV Chemnitz 99. Außerdem ist Detlef Müller Mitglied bei der Freiwilligen Feuerwehr Klaffenbach, Chemnitzer Fußballclub, ESV Lok Chemnitz, Förderverein Gymnasium Einsiedel, Chemnitzer Kabarett, Sächsisches Eisenbahnmuseum e. V., Eisenbahnfreunde „Richard Hartmann“ e. V., Schalom e. V., Lern- und Gedenkort Kaßberg-Gefängnis e. V., AWO Chemnitz und der Eisenbahn- und Verkehrsgewerkschaft (EVG).
Nach dem Ausscheiden aus dem Bundestag plant Müller ab September 2025 wieder als Lokomotivführer tätig zu werden.
Detlef Müller ist verheiratet und hat vier Kinder.

## Partei
Seit dem Jahr 1990 ist Detlef Müller Mitglied der SPD. Seit 1994 ist er Mitglied im Chemnitzer Stadtrat und war dort von 1999 bis 2005 Vorsitzender der SPD-Fraktion. In den Jahren 2014 und 2019 wurde er erneut zum Vorsitzenden der SPD-Fraktion im Stadtrat gewählt.

## Abgeordneter
Im Jahr 2004 kandidierte Detlef Müller erfolglos für den Sächsischen Landtag. Bei der Bundestagswahl 2005 zog er als direkt gewählter Abgeordneter des Wahlkreises Chemnitz in den Deutschen Bundestag ein. In seinem Wahlkreis erreichte er mit 28,4 % der Erststimmen den niedrigsten Stimmanteil aller direkt gewählten Abgeordneten. Bei der Bundestagswahl 2009 erhielt Müller 20,1 % und damit nur die drittmeisten Erststimmen, er verpasste daher den Wiedereinzug in den Bundestag. 
Bei der Bundestagswahl 2013 verpasste Müller sowohl als Direktkandidat im Bundestagswahlkreis Chemnitz (Wahlkreis 162) als auch als Listenkandidat den Wiedereinzug in den Bundestag. Nach dem Ausscheiden von Wolfgang Tiefensee infolge dessen Berufung in die thüringische Landesregierung zog Müller am 19. Dezember 2014 als Nachrücker wieder in den Bundestag ein.
Bei der Bundestagswahl 2017 wurde Müller über die Landesliste der SPD Sachsen erneut in den Bundestag gewählt.
Im 19. Deutschen Bundestag war Müller ordentliches Mitglied im Ausschuss für Verkehr und digitale Infrastruktur. Zudem gehörte er als stellvertretendes Mitglied dem Ausschuss für die Angelegenheiten der Europäischen Union, sowie dem Ausschuss für Bau, Wohnen, Stadtentwicklung und Kommunen an.
Zur Bundestagswahl 2021 trat Müller erneut in seinem Heimatwahlkreis Chemnitz an. Darüber hinaus stand er auf Listenplatz 3 der SPD Sachsen zur Bundestagswahl. Bei der Bundestagswahl am 26. September 2021 gewann Müller mit 25,1 % der Erststimmen zum zweiten Mal nach der Bundestagswahl 2005 das Direktmandat in seinem Wahlkreis und setzte sich gegen den Kandidaten der AfD Sachsen, Michael Klonovsky, durch, welcher 21,9 % der Erststimmen erhielt. Müllers Direktmandat war das einzige Direktmandat für die SPD in Sachsen. Am 9. Dezember 2021 wurde er zu einem von acht stellvertretenden Vorsitzenden der SPD-Fraktion gewählt.
Bei der Bundestagswahl 2025 schaffte er nicht, wieder in den Bundestag einzuziehen. Er verlor sein Direktmandat im Bundestagswahlkreis Chemnitz (Wahlkreis 161) an Alexander Gauland (AfD) und verpasste auch den Einzug über die Landesliste auf Listenplatz 4 knapp.
Müller war Mitglied des Seeheimer Kreises, dem konservativen Flügel der SPD-Bundestagsfraktion.